# Lyxtelegram
Lyxtelegram var en särskild form av telegram använd vid gratulation eller kondoleans. Under åren 1912 till 1977 fanns möjlighet att via Telegrafverket, sedermera namnändrat till Televerket, få telegram utskrivna på en speciellt utformad blankett. Behållningen av denna verksamhet tillföll Nationalföreningen mot tuberkulos. Lyxtelegram kom att utgöra en kulturell företeelse då blanketternas bilder ofta skapades av kända konstnärer. Drygt 100 olika blanketter förekom. Totalt sändes mer än 140 miljoner  lyxtelegram, och Nationalföreningen mot tuberkulos fick in 53 miljoner kronor. Initiativtagaren till lyxtelegrammen var grosshandlare Gustaf Hagberg i Göteborg.
I lyxtelegrams adressdel ingår alltid den taxerade tjänsteanmärkningen = Lx nn =, där nn var lyxblankettens identifikationsnummer.
För motiven kunde Telegrafverket (senare Televerket) utlysa prisbelönta tävlingar för intresserade konstnärer.

## Historia
Idén till lyxtelegram kom från grosshandlare Gustaf Hagberg i Göteborg 1911. Genom en landsomfattande tävling valdes tre motiv ut, bland annat ett motiv med lilla riksvapnet av konstnären Agnes Sutthoff som användes till lyxblankett Lx1.
Lyxtelegram infördes den 16 augusti 1912 och förutom sedvanlig telegrafavgift tillkom en tilläggsavgift på 35 öre för en konstnärligt utsmyckad telegramblankett, inledningsvis med tre olika varianter. En del av avgiften gick till Svenska nationalföreningen mot tuberkulos. Den förste mottagaren av lyxtelegram var kung Gustaf V som fick varianten Lx 1 på lyxblankett. 
1924 skickades 1 400 000 lyxtelegram, 1939 skickades 2 200 000 lyxtelegram och 1943 skickades över 3 miljoner lyxtelegram.
Flest lyxtelegram skickades 1948–1950 då det skickades 5 miljoner lyxtelegram per år. Dåvarande Televerket upphörde med lyxtelegram under våren 1977. Samtidigt införde Postverket tjänsten Postogram. Innan tjänsten upphörde skickades ungefär 1 miljon lyxtelegram per år men tjänsten gick med förlust. Avgiften var då 15 kronor plus 35 öre per ord per telegram, men kostnaden åtminstone 30 kronor per telegram.
Lyxtelegram återinfördes 1991 av Telia och levererades då med bud. Avgiften var 195 kronor, varav 15 kronor gick till Hjärt-Lungfonden.
När Telia upphörde med tjänsten telegram den 30 april 2002 behölls tjänsten lyxtelegram; dessa skickades med vanlig postgång. Telia har senare upphört med lyxtelegram. Ett företag erbjuder tjänsten lyxtelegram för att försälja konstnärligt utformade gratulationskort som distribueras via postgång.

## Lyxblanketter
| Blankett | Motiv                                                                    | Signatur               | Notering                       |
|          |                                                                          |                        |                                |
| Lx 1     | Stora Riksvapnet                                                         | Agnes Sutthoff         | Första pris i 1912 års tävling |
| Lx 2     | Blåsippor och gullvivor                                                  | F. Hoving              | Andra pris i 1912 års tävling  |
| Lx 3     | Vas med blå blommor                                                      | Rudolf Persson         | Första pris i 1923 års tävling |
| Lx 4     | 1) Bröllopspar i dalastil                                                | Kersti Richthoff       |                                |
|          | 2) Kerub blåser trumpet, i famnen jättebukett rosor                      | Oidentifierad signatur | 1926                           |
|          | 3) 7-armad ljusstake                                                     | Ruben Hellman          |                                |
| Lx 5     | Påfåglar drar gyllene vagn med blommor                                   | Ankarsvärd.            |                                |
| Lx 6     | Porslinskruka med liljor, i hörnet Lilla Riksvapnet                      | E. Heurlin             |                                |
| Lx 7     | Silhouetter av kvinnor i krinolin respektive klänning,                   |                        |                                |
|          | två små änglar med ymnighetshorn varur rosor rinner,                     |                        |                                |
|          | en liten ängel spelar 3-strängad balalaika                               | ÖLLEGÅRD               |                                |
| Lx 8     | I mitten vas med blommor, omgiven av till vänster                        |                        |                                |
|          | en sedligt naken ängel med pilbåge och koger,                            |                        |                                |
|          | och till höger en ängel iklädd ett linne                                 | Ernst Söderberg        |                                |
| Lx 9     | Härold med trumpet och fana                                              | • I N •                |                                |
| Lx 12    | Telegrafverkets logo ("Krabban") uppburen av två pelare                  | Oidentifierad signatur |                                |
| Lx 15    | Svenska fanan på blå himmel                                              |                        |                                |
| Lx 17    | Gyllene krans och turkosa band                                           | Ax. B. L-N             |                                |
| Lx 18    | Tre kronor omslutande röd blomvas och blå girlanger                      | Rudolf Persson         |                                |
| Lx 19    | Arrangemang av många sippor på blå bakgrund                              | Kai Bäling             |                                |
| Lx 20    | Vårt Land                                                                | Otto Hesselbom         |                                |
| Lx 22    |                                                                          | Robert Högfeldt        |                                |
| Lx 23    | Jättevas med rosor frambäres, i bakgrunden orkester med många instrument | R. Högfeldt            |                                |